# Potencial demográfico
O potencial demográfico é um dado estatístico relativo à população dado pelo somatório do quociente entre a população do centro {\displaystyle j} e a distância (em linha recta) do centro {\displaystyle j} até ao ponto {\displaystyle i} para o qual se calcula o potencial.
{\displaystyle V_{j}=\sum _{j}{\frac {P_{j}}{d_{i}j}}}
em que:
{\displaystyle V_{j}} é o potencial em {\displaystyle j}
{\displaystyle P_{j}} é a população no centro {\displaystyle j}
{\displaystyle d_{i}j} é a distância entre {\displaystyle j} e {\displaystyle i}